# Decatur at Algiers
Decatur at Algiers is een compositie van George Antheil, die hij afrondde op 22 juli 1943. Het is nocturne voor symfonieorkest. Decatur staat voor Stephen Decatur, een Amerikaanse marineofficier die meevocht in de Tweede Barbarijse Oorlog. Uiteindelijk werd die oorlog beslecht door een samenkomst in Algiers.
Echter een eerdere titel van dit werk luidde: Sicily en dat maakte deel uit van de nooit voltooide Campaignsuite. Parallellen zijn er wel met de Landing op Sicilië in 1943 in de Tweede Wereldoorlog, die het einde van die oorlog mede inluidde. Het begin van de nocturne klinkt enigszins Arabisch en verderop in werk zijn er ook nog enige daaraan refererende passages met hobo en klarinet, maar het overige kan nauwelijks herleid worden tot Algerijnse muziek.
Vladimir Golschman dirigeerde de eerste uitvoering met de Saint Louis Symphony op 10 december 1944 toen de bevrijding van Sicilië allang een feit was, wellicht een reden om te titel aan te passen.

## Orkestratie
- 1 piccolo, 2 dwarsfluiten waarvan 1 ook piccolo, 2 hobo’s, 2 klarinetten, 2 fagotten
- 4 hoorns, 2 trompetten, 2 trombones, 1 tuba
- pauken, 2 man/vrouw percussie,

## Discografie
- Uitgave CPO Records: Radio-Sinfonie-Orchester Frankfurt o.l.v. Hugo Wolff